# Мокетт, Эрмина
Эрмина Кристина Элена Мокетт (фр. Hermine Christine Hélène Moquette; 25 апреля 1869, Слёйс — 17 декабря 1945, Билтховен, ныне в составе общины Де-Билт) — нидерландский историк-архивист.
Родилась в семье священника, прадед Мокетт, француз-протестант, перебрался в Нидерланды из Франции в 1758 году. Выросла в общине Мидден-Дренте, окончила гимназию в Снеке и Гронингенский университет (1895), защитив там же в 1898 г. под руководством В. Л. ван Хелтена докторскую диссертацию о влиянии Сэмюэла Ричардсона на нидерландских писательниц Агье Декен и Бетье Вольф; Мокетт стала третьей выпускницей и второй женщиной-доктором в истории университета, а в её диссертации речь шла в том числе и о том, что авторы-женщины способны писать на одном уровне с мужчинами.
Переехав в Роттердам, Мокетт начала преподавать в школе для девочек, одновременно в 1899 г. приступив к неоплачиваемой работе волонтёром в Роттердамском городском архиве, годом позже заняла оплачиваемую должность помощника архивиста. Здесь она занималась описью фондов, откладывавшихся в архиве столетиями, — в частности, фонда роттердамской богадельни Дом Святого Духа (нидерл. Heilige Geesthuis) и региональной Сиротской палаты. В 1901 г. Мокетт стала первой женщиной, принятой в Нидерландское общество архивистов. В 1910—1920-е гг. Мокетт написала около 250 биографических статей об известных жителях Роттердама для первых семи томов Нового нидерландского биографического словаря (нидерл. Nieuw Nederlandsch Biografisch Woordenboek); в 1910 г. опубликовала первое обзорное исследование о названиях роттердамских улиц (нидерл. Rotterdamsche straatnamen geschiedkundig verklaard). Для выставки «Женщина. 1813—1913» (нидерл. De vrouw, 1813—1913), приуроченной к столетию Нидерландского королевства (после освобождения от французской оккупации), Мокетт подготовила исследование о патентах, выданных женщинам Нидерландов в начале XIX века. В 1917 году она напечатала каталог коллекции портретов Роттердамского архива. Архивной работой Мокетт занималась до 1929 г., однако так и не получила должности архивариуса.
Помимо исследований и статей, связанных с архивами, Мокетт опубликовала двухтомный труд «Женщина» (1915), исследовавший роль и место женщины в Нидерландах в 800—1800 гг. Первый том был посвящён семейной и частной жизни женщин, второй — их вкладу в науку, культуру, искусство, государственное строительство и т. д. Несмотря на то, что критические отзывы об этой книге были преимущественно негативными, Г. Кальф отмечал, что по своей тематике исследование Мокетт стало пионерским.
После выхода на пенсию Мокетт жила с братом в Гааге, затем с другим братом в Утрехте. Невзгоды Второй мировой войны привели к смерти обоих братьев Мокетт во время голода 1944 года, и сама она ненадолго пережила их.
В память о Мокетт в 1992 году названа улица в Роттердаме (нидерл. Hermine Moquettestraat).